# Lan Khâm
Lan Khâm (giản thể: 兰钦; phồn thể: 蘭欽; bính âm: Lán Qīn, ? - ?), tên tự là Hưu Minh, người Ngụy, Trung Xương, tướng lĩnh cuối đời nhà Lương trong lịch sử Trung Quốc.

## Sự nghiệp
Cha ông là Lan Tử Vân, trong những năm Thiên Giám (502 – 519), nhờ quân công làm đến Vân huy tướng quân, Ký Châu thứ sử. Lan Khâm từ nhỏ quả quyết, mãnh mẽ hơn người. Theo cha bắc chinh, ban đầu thụ chức Đông cung trực các.
Năm Đại Thông đầu tiên (527), đánh Tiêu Thành của nhà Bắc Ngụy, hạ được. Sau đó, ông phá Bành Thành biệt tướng Giao Trọng, tiến đánh thành Nghĩ Sơn, phá 20 vạn quân của Đại đô đốc Lưu Chúc nhà Bắc Ngụy. Sau đó ông lại tiến đánh Lung Thành, bắt được hơn ngàn thớt ngựa.
Lan Khâm lại phá Đại tướng Sài Tập cùng Tương Thành thái thú Cao Tuyên, bọn biệt tướng Phạm Tư Niệm, Trịnh Thừa Tông. Sau đó đánh đánh Quyết Cố, Trương Long, Tử Thành, chưa nhổ được. Bành Thành thủ tướng Dương Mục nhà Bắc Ngụy sai con trai là Hiếu Ung soái khinh binh đến cứu, Khâm quay lại đánh đuổi hắn ta. Lại phá Tiếu Châu thứ sử Lưu Hải Du, quay về nhổ Quyết Cố, bắt dân trong thành. Dương Mục lại sai Đô đốc Phạm Tư Niệm, biệt tướng Tào Long Nha đưa mấy vạn quân đến cứu. Khâm giao chiến với họ, trong trận chém Long Nha, truyền đầu về kinh sư.
Khâm được làm Giả tiết, Đô đốc Hành Châu 3 quận binh, đánh dẹp người Man nổi dậy ở Quế Dương, Dương Sơn, Thủy Hưng, đến nơi lập tức bình định xong. Phong An Hoài huyện nam, thực ấp 500 hộ.
Lan Khâm lại phá người Man ở Thiên Tất, đến chiều là xong. Gặp lúc Hành Châu thứ sử Nguyên Khánh Hòa bị người Quế Dương là Nghiêm Dung vây, sai sứ cáo cấp, Khâm đến cứu, phá Dung ở La Khê, vì thế các động Trường Lạc đều được dẹp yên.
Triều đình có mật sắc cho Khâm hướng về Ngụy Hưng, đi qua Nam Trịnh, gặp lúc tướng Ngụy là Thác Bạt Thắng cướp Tương Dương, liền có sắc sai đi cứu. Được ban chức Trì tiết, Đốc Nam Lương, Nam, Bắc Tần, Sa 4 châu chư quân sự, Quang liệt tướng quân, Bình tây hiệu úy, Lương, Nam Tần 2 châu thứ sử, tăng phong 500 hộ, tiến tước làm hầu.
Lan Khâm phá Thông Sanh, bắt Hành đài Nguyên Tử Lễ, Đại tướng Tiết Tuấn, Trương Bồ Tát, Lương Châu (của Bắc Ngụy) thứ sử Nguyên La bèn hàng, Lương, Hán được yên. Tiến hiệu Trí vũ tướng quân, tăng phong 2000 hộ.
Không lâu sau ông đổi thụ Trì tiết, Đô đốc Hành, Quế 2 châu chư quân sự, Hành Châu thứ sử. Chưa đến nhận chức, Tây Ngụy sai Đô đốc Đổng Thiệu, Trương Hiến vây đánh Nam Trịnh, Lương Châu thứ sử Đỗ Hoài Dao cầu cứu. Khâm soái bộ hạ đến cứu, đại phá Thiệu, Hiến ở thành Cao Kiều, chém hơn 3000 thủ cấp. Thiệu, Hiến bỏ chạy, ông đuổi theo vào Tà Cốc, bắt giết bằng sạch. Quyền thần nhà Tây Ngụy là Vũ Văn Thái đem đến 2000 thớt ngựa, xin kết tình láng giềng. Có chiếu gia chức Tán kỵ thường thị, tiến hiệu Nhân uy tướng quân, tăng phong 500 hộ, sau đó lệnh cho ông đi nhận chức.
Ông đi qua Quảng Châu, nhân đó phá anh em Lý soái Trần Văn Triệt, bắt được họ. Đến Hành Châu, tiến hiệu Bình nam tướng quân, đổi phong Khúc Giang huyện công, tăng ấp 500 hộ. Tại châu thi hành chính sự có nhiều ân huệ, quan dân tâu xin lập bia ca tụng công đức, có chiếu cho phép. Ông được triệu về làm Tán kỵ thường thị, Tả vệ tướng quân, sau đó đổi ra làm Tán kỵ thường thị, An nam tướng quân, Quảng Châu thứ sử.

## Cái chết
Vừa đến nhiệm sở (Quảng Châu), thứ sử tạm quyền là Nam An hầu Tiêu Mật sai nhà bếp bỏ thuốc vào thức ăn, Khâm trúng độc mà chết, khi ấy được 42 tuổi. Chiếu tặng Thị trung, Trung vệ tướng quân, một bộ Cổ Xuy.
Con trai là Lan Hạ Lễ. Khi Hầu Cảnh đến Lịch Dương, Hạ Lễ soái bộ hạ đón đánh Cảnh, thua trận mà chết.